# Isetskoje (Sverdlovska oblast, Rusija)
Isetskoe (rus. Исе́тское, do 1962. godine — Temnovskoje, čit. Tjomnovskoje, rus. Тёмновское) je selo u Rusiji.

## Upravna organizacija
Selo Isetskojje općina u Kamenskom gradskom odboru.

## Zemljopis
Nalazi se 23 kilometara zapadno od grada Kamenska-Uraljskog (autocestom - 28 km), na lijevoj obali rijeke Iseta, 90 kilometara od Ekaterinburga. Odnosi se ka Maminskom seoskoj upravi.
Zemljište rijeke Iseta u granicama sela ima nekoliko pragova i brzaca. Kroz Isetskoje na rijeci idu splavne rute ka pragovima Revuna. U istočnom dijelu sela vidljive su osebujne stijene niz — izdanak vulkanskih tufova (kamen zelene boje) silurijskog sustava.

## Povijest
Naselje Temnaja (č. Tjomnaja, rus. Тёмная) osnovano je 1645. godine na lijevoj obali rijeke Iseta. U carskoj Rusiji upravno je bilo dijelom Pokrovske volosti Ekaterinburškog ujezda Permske gubernije. Nakon spajanja gubernija 1923. godine uošlo je u sastav Kamenskog rajona Šadrinskog okruga Uralske oblasti.

## Stanovništvo
| Godina | Br. st. |
| ------ | ------- |
| 2002.  | 206     |
| 2010.  | 173     |

### Struktura
Prema popisu stanovništva iz 2002. godine, nacionalni sastav je sljedeći: Rusi — 89 %, Tatari — 5 %. Prema popisu stanovništva iz 2010. godine u selu je bio: muškaraca — 78, žena — 95

## Vanjske poveznice
|  | Zajednički poslužitelj ima još gradiva o temi Isetskoje (Sverdlovska oblast, Rusija) |